# Syngamoptera unilineata
Syngamoptera unilineata är en tvåvingeart som beskrevs av Fan 1992. Syngamoptera unilineata ingår i släktet Syngamoptera och familjen husflugor.
Artens utbredningsområde är Liaoning (Kina). Inga underarter finns listade i Catalogue of Life.